# Бухбах (Нижняя Австрия)
Бухбах (нем. Buchbach) — коммуна (нем. Gemeinde) в Австрии, в федеральной земле Нижняя Австрия.
Входит в состав округа Нойнкирхен. Население составляет 341 человек (на 31 декабря 2005 года). Занимает площадь 2,99 км². Официальный код — 3 18 06.

## Политическая ситуация
Бургомистр коммуны — Дорис Кампихлер (СДПА) по результатам выборов 2010 года.
Совет представителей коммуны (нем. Gemeinderat) состоит из 13 мест.
- СДПА занимает 8 мест.
- АНП занимает 5 мест.